# Jean-Baptiste Mareschal
Jean-Baptiste Mareschal (né le 28 décembre 1628 à Besançon) est une personnalité de la ville de Besançon, dont il est maire en 1680.

## Biographie
Membre de la famille Mareschal, il est le fils d'Antoine Mareschal et Rose Varin.
Docteur en droit, il occupe de nombreuses fonctions au sein de la cité de Besançon, nommé juge à la cour de la Régalie le 19 mars 1662, il est co-gouverneur de la ville pendant près de quinze ans. 
Il accomplit plusieurs missions diplomatiques pour la ville, notamment le 27 novembre 1669 où il est envoyé à Madrid pour s'opposer aux tentatives de la ville de Dole pour ravoir le parlement de Franche-Comté.
Il est membre du conseil de guerre de la cité le 17 septembre 1668 lors de la conquête de Louis XIV, ce qui ne l'empêche pas, une fois la ville française, de devenir échevin en 1679 puis troisième maire de Besançon en 1680.